# Carnacon
Carnacon är en ort i republiken Irland. Den ligger i den nordvästra delen av landet, 200 km väster om huvudstaden Dublin. Carnacon ligger 25 meter över havet och antalet invånare är 713.
Terrängen runt Carnacon är platt.Runt Carnacon är det ganska glesbefolkat, med 22 invånare per kvadratkilometer. Närmaste större samhälle är Castlebar, 13,8 km norr om Carnacon. Trakten runt Carnacon består i huvudsak av gräsmarker.